# Kostel Nalezení svatého Kříže (Trstěnice)
Kostel Nalezení svatého Kříže je farní kostel v Trstěnicích v okrese Svitavy. Původně postavený gotickém slohu, později barokně rozšířený. 

## Historie
Přesná doba postavení kostela není známa. V prvních písemných zmínkách o vesnici Trstenice z roku 1340 je kostel zmiňovaný jako dávno fungující. Kostel byl tehdy filiálním kostelem. Spadal pod litrbašský kostel (dnes kostel v Čisté). Od roku 1559 je kostel udáván jako kostel Nalezení svatého Kříže. V roce 1833 podstoupil přestavbu, došlo ke znovupostavení západní zdi a celkovému zvýšení kostela. První farář Jan Hejný z Kornic zde začal působit od roku 1859. O sedm let později (1865) byl vyměněn strop. Okolo roku 1900 došlo k výměně střechy. V roce 1933 namaloval akademický malíř  Jan Daněk z Letovic obraz „Nalezení svatého kříže“, který je od roku 1983 na přání památkářů zakryt závěsem. Během druhé světové války byl z kostela zabaven zvon pro válečné účely, ale později byl neporušený navrácen.

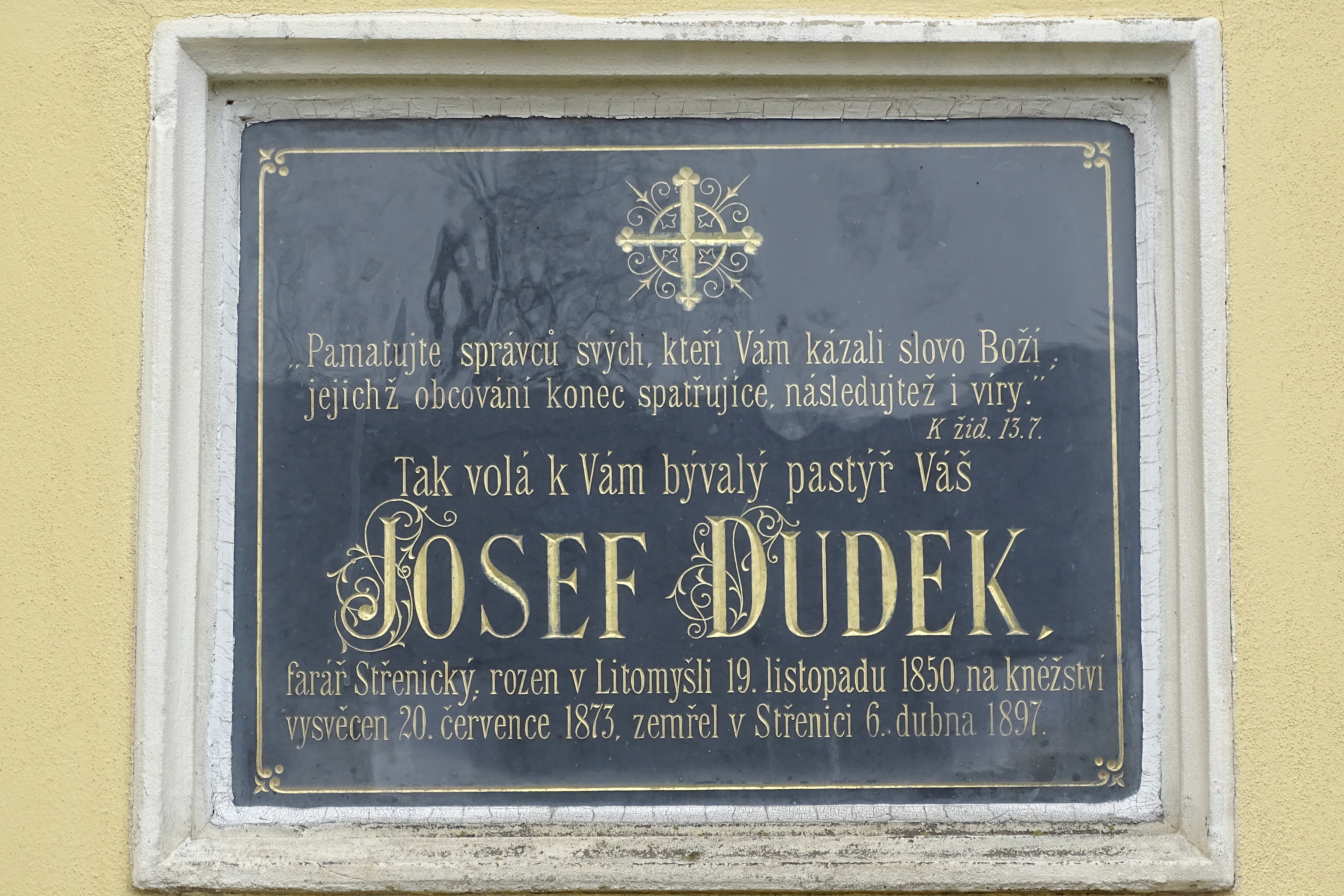
Náhrobní deska Josefa Dudka, faráře v Trstěnicích

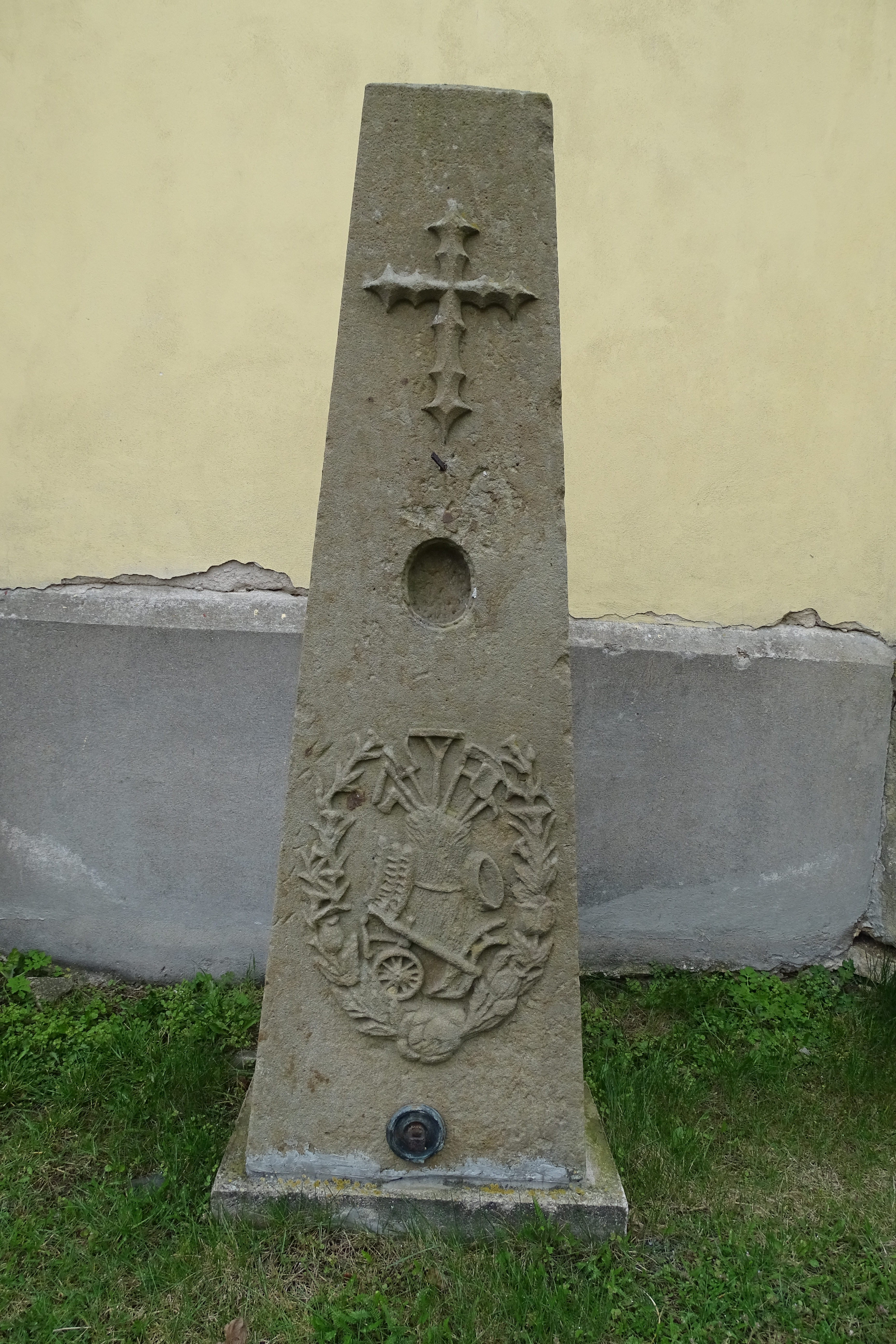
Starý náhrobní kámen u kostela

Na hřbitově zachováno několik starých náhrobků z konce 19. století.  V blízkosti kostela je umístěna náhrobní deska trstěnického faráře Josefa Dudka (1850–1897) a opukový náhrobek se zajímavou vesnickou tematikou.

## Blízké okolí kostela

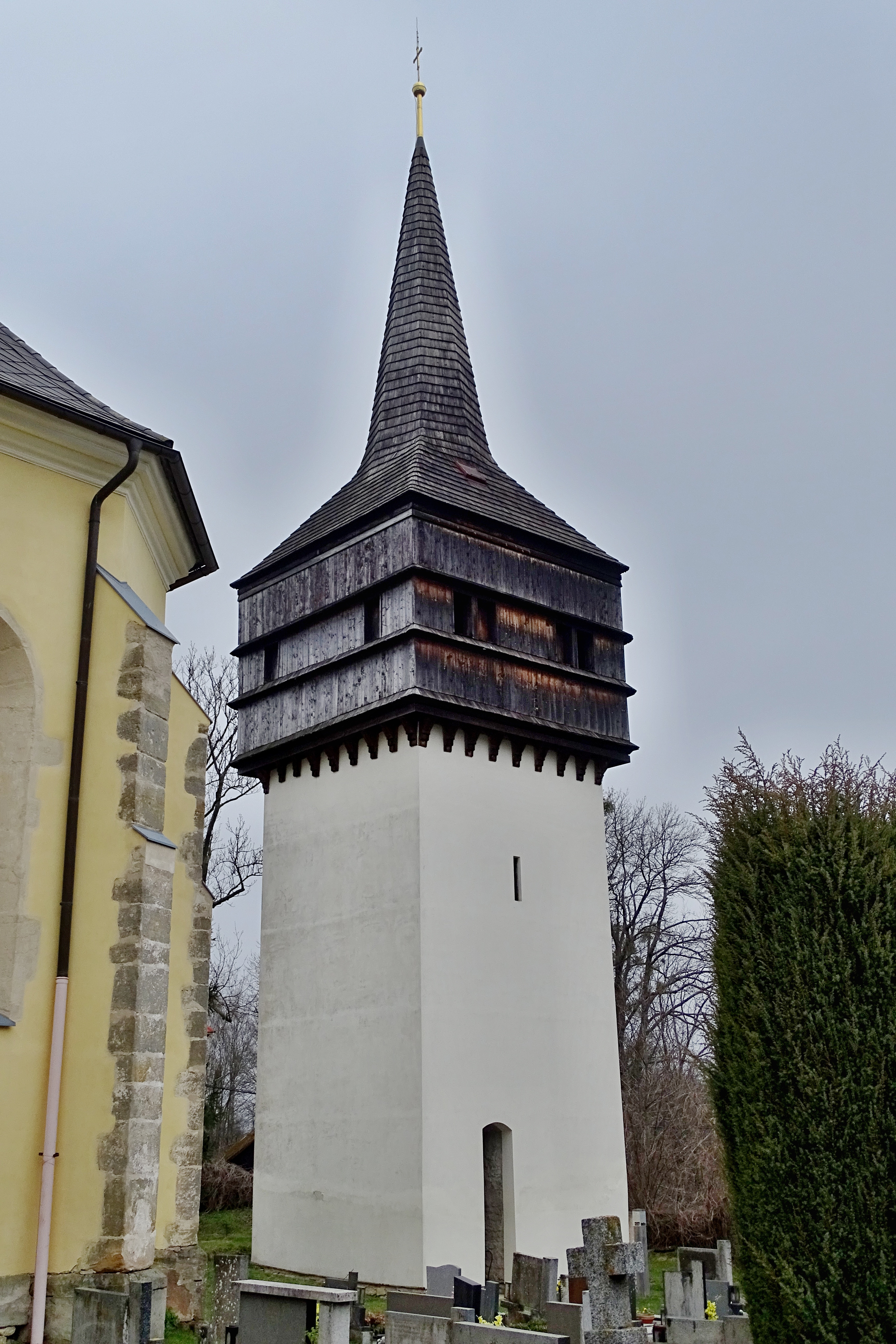
Zvonice u kostela v Trstěnicích

Roku 1690 byla vedle kostela postavena zvonice. V roce 1820 byla u kostela postavena fara.